# Alexandru Vaida-Voevod
Alexandru Vaida-Voevod o Vaida-Voievod (27 de febrero de 1872-19 de marzo de 1950), político rumano nacido en Austria-Hungría, partidario de la unión de Transilvania (entonces parte de Hungría dentro del Imperio austrohúngaro) con Rumanía. Fue primer ministro de este país en tres ocasiones.

## En la política transilvana

Propuesta de Popovici para los Estados Unidos de Austria-Hungría, 1906.

Nació en una familia uniata en el pueblo transilvano de Bobâlna (llamado en su época Olpret), en el distrito de Cluj. Estudió medicina en Viena, donde conoció al alcalde de la ciudad, el populista Karl Lueger, del que adoptó su antisemitismo.
Voevod apoyó inicialmente la federalización del Imperio y secundó las ideas de reforma del heredero al trono, Francisco Fernando de Austria. Formó parte, junto con otros políticos de las nacionalidades menos favorecidas por el Compromiso Austrohúngaro como el eslovaco Milan Hodža, del círculo del archiduque.

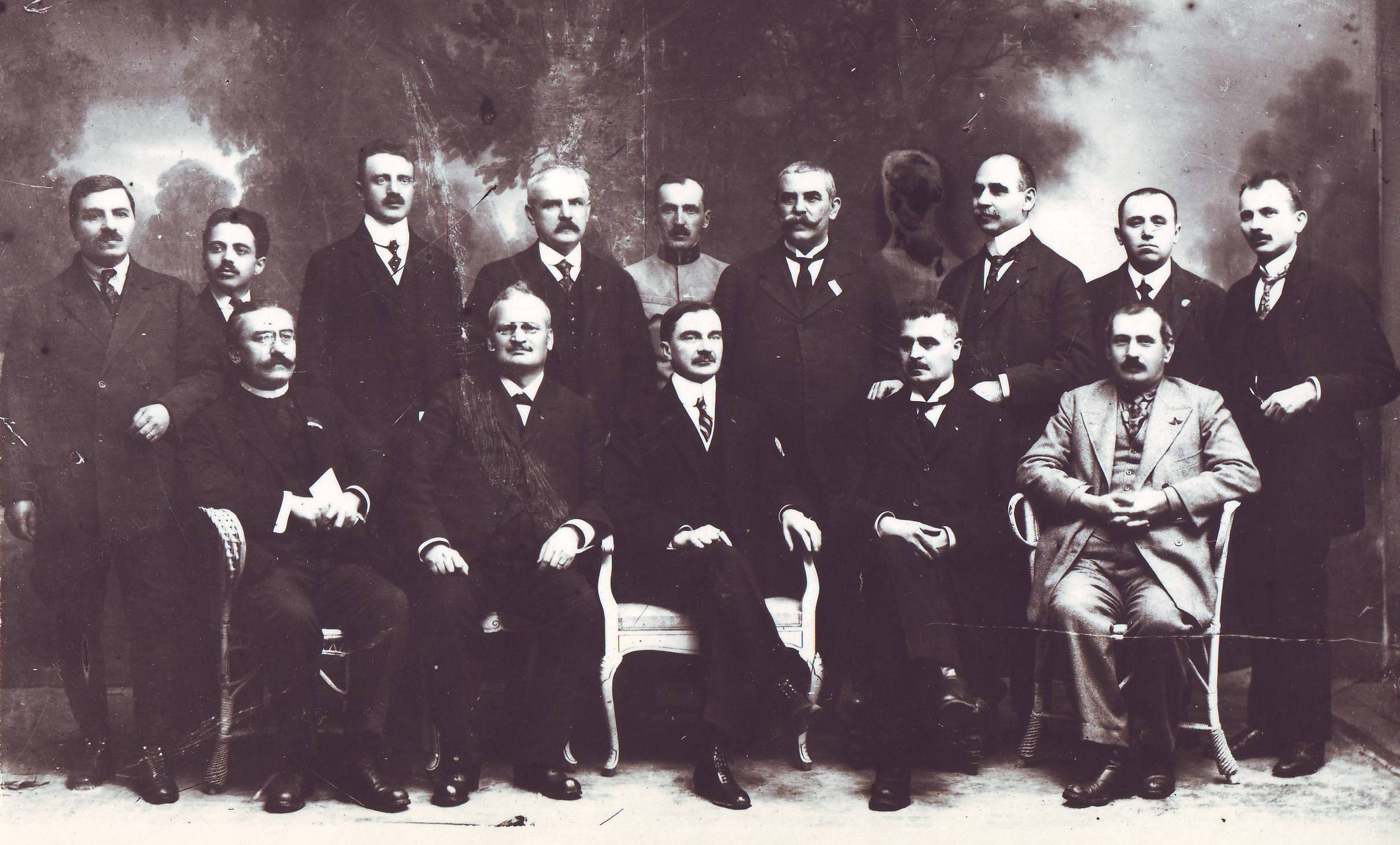
Vaida-voevod (primero por la izquierda, sentado), con otros miembros del Directorio Transilvano que encabezó Iuliu Maniu.

En 1906 se unió al grupo de nacionalistas rumanos del Parlamento húngaro en Budapest (Partido Nacional Rumano), fue uno de los oponentes principales a la política de magiarización defendida por el Gobierno y propugnó la autodeterminación de Transilvania. Desilusionado con la postura austriaca tras el asesinato del príncipe heredero en Sarajevo, pasó a defender la unión de Transilvania con Rumanía. Él y los demás miembros de su partido presentaron una petición de autodeterminación para la región de acuerdo a los catorce puntos del presidente Wilson en el Parlamento húngaro en octubre de 1918.
En diciembre de ese año, tras la rendición húngara, formó parte del consejo transilvano que proclamó la unión con Rumanía y, junto con Vasile Goldiş, Iuliu Hossu, y Miron Cristea, fue uno de los enviados que presentaron la decisión al rey Fernando I de Rumanía en Bucarest.

## En la política rumana
Vaida-Voevod fue parte de la delegación rumana en la Conferencia de Paz de París y destacó durante las negociaciones y como organizador de campañas publicitarias en la prensa a favor de las exigencias rumanas.

### Primer Gobierno
En las elecciones de noviembre de 1919, su partido salió fortalecido y gracia a ello sustituyó a Ion I. C. Brătianu del Partido Nacional Liberal como primer ministro, con Nicolae Mişu como ministro de Asuntos Exteriores, en coalición con el Partido Campesino de Ion Mihalache, que fue nombrado ministro de Agricultura.
Aseguró las nuevas fronteras enviando al Ejército a la frontera húngara. Su radicalismo respecto a la reforma agraria, que trató de profundizar, hizo, sin embargo, que el rey disolviese su Gobierno y encargase la formación de uno nuevo al general y héroe de la reciente guerra Alexandru Averescu, cuyo movimiento populista (el Partido Popular) Brătianu apoyaba con condiciones. El Gobierno de Vaida-Voevod no había logrado una audiencia con el rey para que su propuesta de ley pudiese presentarse ante el Parlamento como un proyecto real y hubo de presentarse como un proyecto privado del gabinete, que fue inmediatamente disuelto por el monarca, a pesar de contar con mayoría en la Cámara. Las nuevas elecciones convocadas por Averescu le dieron la mayoría, gracias en parte a su popularidad y en parte al control renovado de los comicios. La acción del rey se consideró arbitraria y motivada por los intereses de los terratenientes, opuestos al nuevo proyecto de ley.
El partido de Vaida-Voevod se convirtió en el Partido Nacional Campesino en 1926, del que siguió siendo uno de sus dirigentes.

### Ministro del interior
En 1930, como ministro del Interior del Gobierno de su partido, se entrevistó con Codreanu, que buscaba su apoyo para realizar una audaz marcha de su movimiento a través del sur de Besarabia, donde contaba con escasos apoyos. Vaida-Voevod era ya por entonces una de las figuras políticas más destacadas del ala derecha del PNŢ, con unas conocidas ideas antisemitas adquiridas en Viena en su juventud durante sus estudios de medicina.

### Primer ministro: crisis económica y crecimiento de la ultraderecha

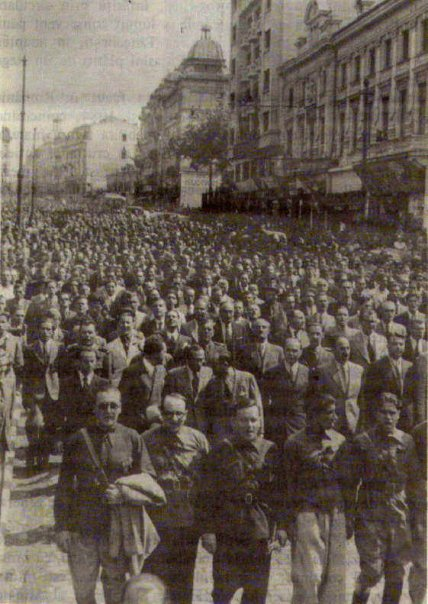
Manifestación de la Guardia de Hierro en 1933, que Vaida-Voevod toleró y protegió.

Tras la llegada de la crisis de 1929 a Rumanía, y el fracaso del gabinete del historiador Nicolae Iorga para resolverla, el rey, tratando de acabar con las medidas aprobadas por el anterior gabinete del PNŢ con Maniu a la cabeza y en la que Vaida-Voevod había sido ministro, encargó a este la formación de un nuevo Gobierno.
Vaida-Voevod aplicó una serie de duras medidas económicas que le hicieron perder apoyo (apenas logró un 45 % de los votos frente al 80 % de respaldo en 1928) y le obligaron a dimitir (junto con su enfrentamiento con el ministro de Exteriores Titulescu, que desaprobaba el comienzo de las negociaciones entre Rumanía y la Unión Soviética); Maniu regresó al Gobierno. En octubre de 1932, había derogado una ley del anterior Gobierno para la reconversión de las deudas de los campesinos que debía aliviar su situación, sustituyéndola por una moratoria de los pagos, Aprobó también una reducción del 15 % del sueldo de los funcionarios, que ya había sido reducido por Gobiernos anteriores, tratando de mejorar las finanzas estatales, afectadas por la crisis, obteniendo al mismo tiempo un crédito de cincuenta millones de francos de la banca suiza para pagar sus atrasos. El recorte de sueldos agudizó la corrupción del funcionariado, que generó malestar entre toda la sociedad.
Su Gobierno aprobó además una ley de descentralización de la Administración, que había sido previamente derogada por Iorga, y una modificación de la ley electoral que concedía una amplia mayoría al partido que lograse el 40 % de los votos.

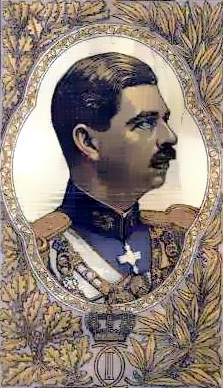
Carol II, monarca durante los últimos gabinetes de Vaida-Voevod, al que utilizó para minar el PNŢ y el sistema parlamentario.

El enfrentamiento entre Maniu y el rey era tan intenso que aquel apenas duró unos meses al frente del nuevo Consejo de Ministros. A mediados de enero de 1933, el soberano volvió a nombrar a Vaida-Voevod primer ministro, ahora al frente de un Gobierno formado únicamente por el ala más derechista del PNŢ, siguiendo con la misión del rey de acabar con el partido. En este segundo gabinete, Vaida-Voevod aprobó una nueva ley de conversión de las deudas de los campesinos que sería más tarde sustituida por otra aprobada por sus sucesores liberales, sin lograr, sin embargo, establecer un sistema estable de créditos para el campesinado, al que pertenecía la gran mayoría de la población y que se hallaba atenazada por la crisis económica.
En las escasas zonas industrializadas del país, se produjeron diversas huelgas por la crisis que fueron aplastadas militarmente a comienzos de 1933; Vaida-Voevod ordenó la ocupación de las fábricas y la declaración de estado de sitio durante seis meses, a pesar de las protestas internacionales de solidaridad con los obreros en huelga. Vaida-Voevod disolvió de nuevo el partido comunista y aprobó una serie de leyes contra las organizaciones «antisociales» y «antiestatales», arrestó a unos doscientos comunistas y envió a las tropas a enfrentarse a los ferroviarios que protestaron por las medidas.
Los problemas a los que hubo que afrontar en sus últimos dos mandatos (1932-1933), con una Guardia de Hierro crecida y el mayor ímpetu antisemita de Vaida-Voevod (cuyas medidas contra los judíos eran aplaudidas por los Legionarios) hicieron que el primer ministro se distanciase de su partido y de su dirigente principal, Maniu.
El mismo año, estalló el «caso Skoda», un escándalo de corrupción relacionado con un contrato de armas con la empresa checoslovaca homónima, que desgarró al PNŢ, lo desprestigió definitivamente y afectó principalmente al sector del partido cercano a Maniu, a pesar de la posible implicación de los cercanos al rey. El escándalo facilitó la desintegración del PNŢ, del sistema parlamentario y el crecimiento de los movimientos extremistas de derecha, que clamaban contra la corrupción del sistema, que también el rey deseaba destruir.
Desde el verano de 1933, se esperaba la caída del gabinete, desgastado por los escándalos, las huelgas, su fracaso ante la crisis económica y su actitud ambigua ante los movimientos de ultraderecha que medraban en contraste con la dura represión que aplicaba a la izquierda.
Su segundo Gobierno cayó a causa de las presiones del ministro de Asuntos Exteriores, Nicolae Titulescu, que forzó al rey a sustituirlo utilizando la insatisfacción del Gobierno francés por la actitud de Vaida-Voevod ante la agrupación ultraderechista, a la que no solamente había permitido crecer, sino que había financiado. El soberano también estaba insatisfecho por su incapacidad de protegerlo a él, a su amante (de origen judío) y a sus allegados de los ataques verbales de los extremistas de derecha. Vaida-Voevod más tarde presumió de haber sido el padrino de la organización de Codreanu y haberla asesorado sobre cómo extender su mensaje entre las masas de campesinos.
Tras su salida del Gobierno, el rey volvió a acudir al PLN para formar un nuevo Consejo de Ministros, ante el desgaste de los nacional-campesinos.

### Radicalización y alejamiento del poder
Acercándose al fascismo, creó su propio movimiento, el Frente Rumano (Frontul Românesc), en 1935, tras abandonar el PNŢ, a cuyos dirigentes no había conseguido convencer para que aprobasen su proyecto de aplicación de un «numerus valachicus» (que debía restringir el porcentaje de las minorías empleados en la Administración y las industrias). Vaida-Voevod intentó aliarse con otras formaciones de la derecha rumana como el PNC de Octavian Goga y Alexandru C. Cuza, con escaso éxito.
La formación, minúscula, sobrevivió a la evolución progresiva hacia el autoritarismo del rey Carol II, al Estado legionario posterior a la abdicación de este y durante gran parte de la Segunda Guerra Mundial, y acabó desapareciendo en 1944. El partido, sin embargo, nunca hizo sombra a sus adversarios de la Guardia de Hierro y sus miembros fueron más tarde perseguidos por los comunistas a partir de 1948.
El propio Vaida-Voevod, considerado favorable a los alemanes, fue nombrado en enero de 1940 presidente del partido único de la monarquía, el Frente de Renacimiento Nacional, probablemente para aliviar la insatisfacción alemana ante los retrasos rumanos en las entregas de petróleo en el invierno de 1939.
El 28 de junio de 1940, recién aceptado el ultimátum soviético por el que Rumanía entregó Besarabia y el norte de Bucovina a la URSS, Vaida-Voevod ingresó en el nuevo Gobierno formado por otras figuras también favorables a los alemanes, gesto del rey para tratar de congraciarse a estos ante la amenaza soviética.
Vaida-Voevod fue arrestado el 24 de marzo de 1945 y juzgado al año siguiente, condenado a arresto domiciliario en Sibiu de por vida.